# Cuaxomulco
Cuaxomulco är en kommun i Mexiko.   Den ligger i delstaten Tlaxcala, i den sydöstra delen av landet, 110 km öster om huvudstaden Mexico City.
Följande samhällen finns i Cuaxomulco:
- San Miguel Buenavista
- Zacamolpa